# Понте Сан Николо
Понте Сан Николо (итал. Ponte San Nicolò) је насеље у Италији у округу Падова, региону Венето.
Према процени из 2011. у насељу је живело 12180 становника. Насеље се налази на надморској висини од 9 м.

## Становништво
Према резултатима пописа становништва 2011. у општини је живело 13.237 становника.
| 1931. | 1936. | 1951. | 1961. | 1971. | 1981. | 1991.  | 2001.  | 2011.  |
| ----- | ----- | ----- | ----- | ----- | ----- | ------ | ------ | ------ |
| 4.465 | 1.881 | 5.077 | 5.288 | 6.814 | 8.309 | 10.589 | 12.059 | 13.237 |

## Партнерски градови
- Кре, Gmina Dobra, Police County